# Jean Ier de Namur
Jean Ier de Namur, né en 1267, mort le 31 janvier 1330, est comte de Namur de 1305 à 1330. Il est fils de Gui de Dampierre, comte de Flandre et marquis de Namur, et d'Isabelle de Luxembourg.

## Biographie
En mars 1297, son père et sa mère lui cédèrent le gouvernement du comté de Namur[réf. nécessaire],,, mais Guy de Dampierre conserva le titre de marquis de Namur jusqu'à sa mort en 1305. Toutefois, Jean utilisa le titre de comte de Namur jusqu'à cette date. De 1296 à 1298, il est retenu captif à Paris avec son père. En 1300, il conclut avec différentes villes du pays de Liège un traité qui mirent celles-ci sous sa protection. 
Il reprit la ville de Lille au roi de France le 15 août 1302 après un siège de 15 jours. 
En septembre 1304, ayant établi son quartier-général au couvent de Marquette, il n'ose pas attaquer l'armée de Philippe le Bel qui assiégeait Lille. N'ayant pu porter secours aux assiégés, la ville est prise par le roi le 15 septembre.
Son père est à nouveau emprisonné à Paris, et il combat avec son frère Guy, comte de Zélande, les Français qu'ils battent à Courtrai, mais il est battu en 1304 à Mons-en-Pévèle. La paix avec la France est signée en 1307.
En 1307, il rend hommage à Guillaume Ier d'Avesnes, comte de Hainaut pour le comté de Namur et la seigneurie de Poilvache. En 1308, le comte Charles de Valois revendique le marquisat de Namur, étant marié à Catherine de Courtenay, petite-fille de Baudouin II de Courtenay, ancien marquis de Namur. Mais Philippe le Bel, roi de France, tranche en faveur de Jean. Pendant que Jean Ier accompagnait l'empereur Henri VII en Italie, sa seconde épouse Marie d'Artois subit une révolte pour avoir levé trop d'impôts. La révolte n'est réprimée qu'en 1313, avec l'aide d'Arnoul V, comte de Looz. En 1314, l'empereur lui donna la seigneurie de Cambrai. Il en prit possession, destitua des officiers de l'évêque de Cambrai, commit plusieurs vexations et fut excommunié jusqu'en 1317. Puis il est en guerre contre l'évêque de Liège Adolphe de La Marck de 1318 à 1322.

## Mariages et enfants
Il épousa en premières noces en 1308 Marguerite de Clermont (1289 † 1309), fille de Robert de France, comte de Clermont, et de Béatrice, dame de Bourbon. Marguerite meurt très rapidement sans avoir donné naissance à des enfants.
Il épouse en secondes noces en 1309 Marie d'Artois (1291 † 1365), fille de Philippe d'Artois seigneur de Conches, et de Blanche de Bretagne. Ils ont 11 enfants :
- Jean II (1311 † 1335), comte de Namur ;
- Gui II (1312 † 1336), comte de Namur ;
- Henri (1313 † 1333), chanoine ;
- Blanche (1316 † 1363), mariée à Magnus IV Eriksson, roi de Suède et de Norvège : Postérité jusqu'en 1387 ;
- Philippe III (1319 † 1337), comte de Namur ;
- Marie (1322 † 1357) mariée en 1336 à Henri II, comte de Vianden, puis en 1342 à Thiébaud de Bar († 1354), seigneur de Pierrepont ;
- Marguerite (1323 † 1383), nonne à l'Abbaye de Beaulieu de Peteghem-sur-Escaut ;
- Guillaume Ier (1324 † 1391), comte de Namur ;
- Robert (v. 1325 – 18 août 1392), seigneur de Beaufort-sur-Meuse et de Renaix, maréchal du Brabant. Épousa Isabelle de Hainaut, fille de Guillaume Ier, comte de Hainaut en 1354, puis Isabeau de Melun. Il combattit aux côtés des Anglais dans la guerre de Cent Ans. Chevalier de la Jarretière en 1369 ;
- Louis (1325 † entre 1378 et 1386), seigneur de Peteghem et de Bailleul, marié en 1365 à Isabelle de Pierrepont, comtesse de Roucy : sans postérité ;
- Élisabeth (1329 † 1382), mariée vers 1342 à Robert († 1390), électeur palatin du Rhin.